# オレンジデイズ オリジナル・サウンドトラック
『オレンジデイズ オリジナル・サウンドトラック』は、佐藤直紀によるTBS系日曜劇場『オレンジデイズ』のサウンドトラック。2004年6月2日にユニバーサルJより発売された。

## リリース・音楽性
通常盤のみの1形態で発売。佐藤直紀が音楽を担当するTBS系日曜劇場『オレンジデイズ』のサウンドトラックで、主題歌であるMr.Childrenの「Sign」のアレンジ・バージョンを含むドラマの劇伴を全12曲収録している。
2024年9月25日にはユニバーサルミュージックより本作のアナログ盤が発売された。

## 収録曲
- 全作曲：佐藤直紀（#12除く） / 全編曲：佐藤直紀 / プロデュース：志田博英 / コ・プロデュース：栗田秀一

1. Eternal [5:22]
2. Graceful Heart [2:59]
3. That's Life [3:22]
4. Memoria [4:36]
5. Overcast Sky [3:19]
6. Yo-Yo Comrade [2:58]
アナログ盤ではここまでがA面となる。
7. Liebe [3:37]
8. Anxiety [6:22]
9. As Good As It Gets [3:02]
10. Modest Request [4:25]
11. Precious Seasons [5:08]
12. Sign ～instrumental of orange days～ [2:39]
  - 作曲：桜井和寿

Mr.Childrenの26thシングルのインストゥルメンタル・アレンジ・バージョン。

## 参加ミュージシャン
- 蓜島公二：Conductor
- 桑野聖グループ：Strings
- 美野春樹：Pf
- 高桑英世：Fl
- 柴山洋：Ob
- 星野正：Cla
- 田代耕一郎：Gt, Dobro, Cava, Kantele
- 大石真里恵：Perc
- 佐藤直紀：Other Instruments & Programming